# Cratere Chia
Chia  è un cratere sulla superficie di Marte.